# Muirkirk
Muirkirk (Eaglais an t-Sléibh en Gaëlique) est une petite ville dans l'East Ayrshire, au sud-ouest de l'Écosse. 

## Géographie
Elle est située sur la rive nord de la Rivière Ayr, entre Cumnock et Glenbuck sur l'A70. La zone de protection spéciale de Muirkirk (en: Muirkirk & North Lowther Uplands Special Protection Area) a été créée pour la sauvegarde des populations de  Busard Saint-Martin (Circus cyaneus), Pluvier doré (Pluvialis apricaria), Faucon émerillon (Falco columbarius), Faucon pèlerin (Falco peregrinus) et Hibou des marais (Asio flammeus).
Le recensement de 2001 au Royaume-Uni a donné une population de 1 865 habitants.

## Histoire
La ville s'est développée autour de son église, construite en 1631 et fut un lieu de rassemblement pour le mouvement des Covenanter.
En 1787, la découverte de minerai engendre une industrie liée à la fabrication de l'acier.
Récemment, l'agglomération a connu le déclin engendré par son isolement géographique et la fermeture de ses industries minières mais des tentatives de réindustrialisation  sont réalisées à travers le Muirkirk Enterprise Group qui s'est mis en place en 1999.

## Personnalités
- Jocky Dempster, joueur professionnel de football à Dumfries club, Queen of the South FC, St Mirren FC et Clyde FC
- Willie Ferguson, joueur professionnel de football à Chelsea FC et Queen of the South FC
- John Lapraik, poète et ami de Robert Burns
- John Loudon McAdam, qui a développé son système de revêtement routier à Muirkirk
- Isobel Pagan (Tibby) - poétesse qui a écrit la version originale de "Ca' the Yowes"
- Bill Shaw, né en 1886, joueur de football de Kilmarnock, Bristol Roverset Dumbarton Harp